# كيرن ميلر
كيرن ميلر (بالإنجليزية: Kieran Millar)‏ (14 أكتوبر 1993 باسكتلندا في المملكة المتحدة - ) هو مدرب كرة قدم ولاعب كرة قدم بريطاني في مركز الوسط. لعب مع هاميلتون أكاديميكال ونادي ستنهاوسموير.

## وصلات خارجية
- كيرن ميلر على موقع قاعدة بيانات كرة القدم.إي يو (الإنجليزية)